# フリッツ・プレルス
フリッツ・プレルス（Fritz (Friedrich) Anton Otto Prölß、1855年3月4日 - 1934年）はドイツの画家である。

## 略歴
ドレスデンに生まれた。父親は文学史家のRobert Prölß (1821-1906)である。ドレスデンの美術学校でフェルディナンド・パウウェルスに学んだ後、1880年からミュンヘン美術院で、フランツ・デフレガーに学んだ。ミュンヘン芸術家組合（Münchner Künstlergenossenschaft）の会員になり、ミュンヘンのガラス宮殿（Glaspalast）で開かれる展覧会などに出展した。
師のデフレガーに影響を受けた、風俗画を描いた。1879年からはオーストリアとの国境の町、ミッテンヴァルトで夏をすごすようになり、そこで多くの作品を描いた。ロヴィス・コリントやヴィルヘルム・ライブルと親しかった。
プレルスの多くの作品が版画にされ、絵入り新聞「Gartenlaube」に掲載された。

## 作品

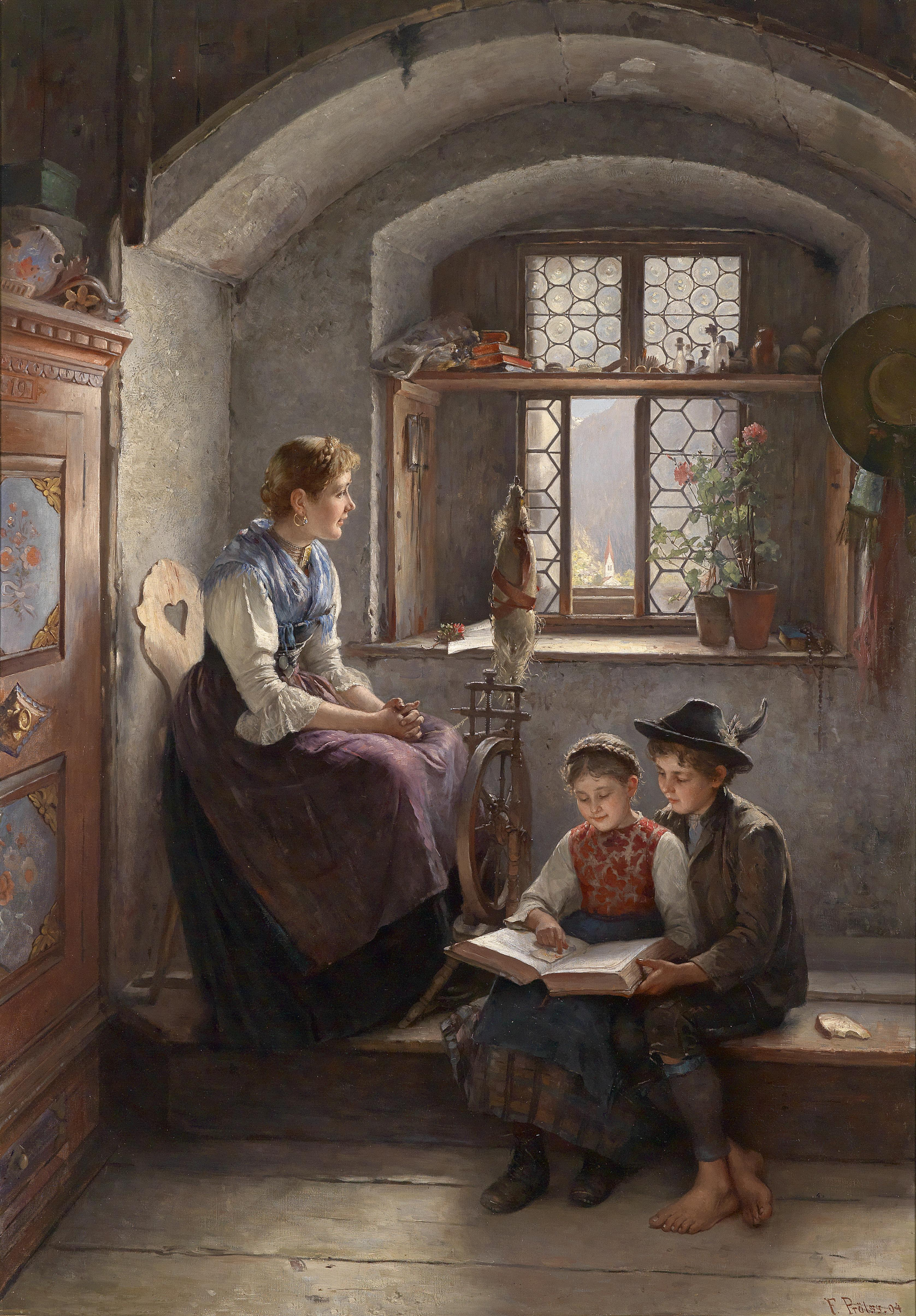
『In Gedanken』(1894)
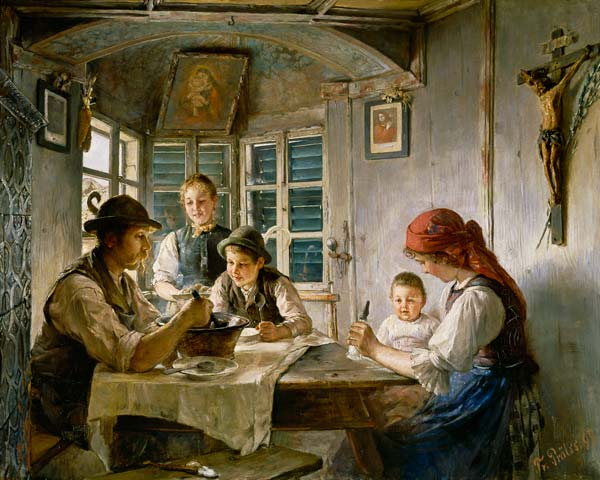
『Mittagessen』
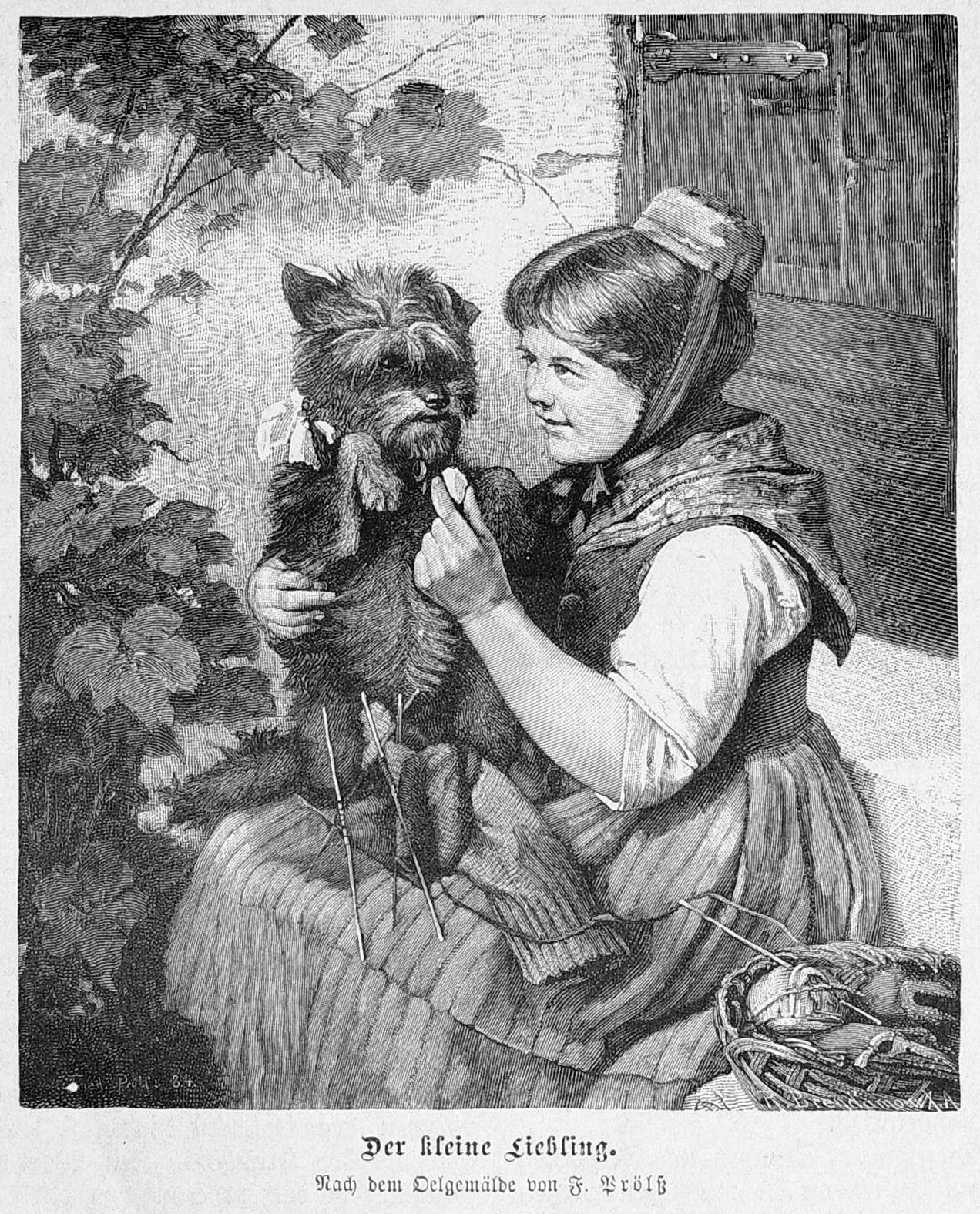
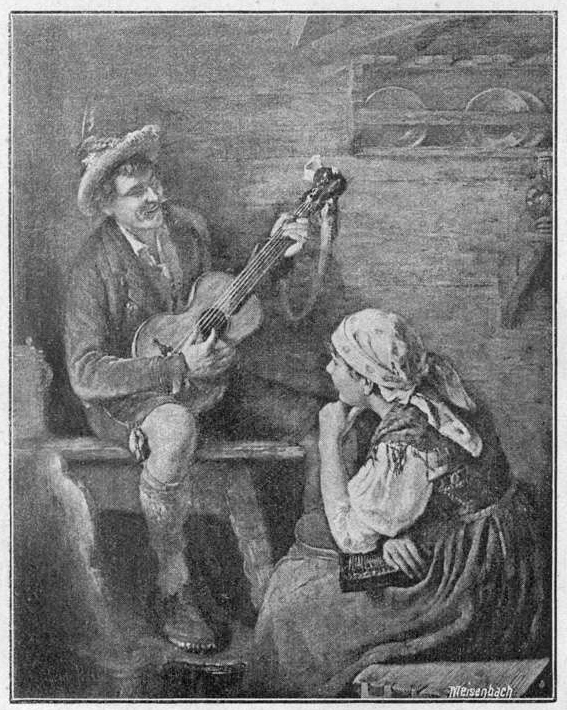